# Parapalu
Parapalu est un village de la commune de Räpina situé dans le comté de Põlva en Estonie. Avant octobre 2017, il faisait partie de la commune de Meeksi dans le comté de Tartu. En 2011, la population s'élevait à 7 habitants.